# F♯ A♯ ∞
Albums de Godspeed You! Black Emperor
All Lights Fucked on the Hairy Amp Drooling
(1994) Lost in the House
(1998)
f♯ a♯ ∞ (prononcé "F-sharp, A-sharp, Infinity", en français « fa dièse, la dièse, infini ») est le deuxième album du groupe Godspeed You! Black Emperor, publié en octobre 1997 sur vinyle par le label Constellation Records. Indépendamment du découpage par titre, l'album est découpé en mouvements. Une version remasterisée verra le jour le 9 juin 1998 cette fois-ci sur CD par le label Kranky. Cette nouvelle édition contient deux nouvelles compositions (dont une cachée) et certains passages de l'ancienne édition ont été retirés.
La première édition de 1997 était limitée à 500 copies et le packaging était fait à la main. Il était composé de divers objets dont des photos, des posters, et un cent canadien écrasé par un train .
F♯ et A♯ sont les sons avec lesquels débutent respectivement chacune des faces du vinyle ; le symbole infini fait référence quant à lui à la boucle de cordes qui termine l'album (String Loop Manufactured During Downpour).
Une partie du titre East Hastings a été utilisée par Danny Boyle dans le film 28 jours plus tard. Cependant, le titre n'apparait pas dans la bande originale du film pour des raisons de droits.

## Liste des titres
| Édition vinyle | Édition vinyle | Édition vinyle                                  | Édition vinyle | Édition vinyle | Édition vinyle | Édition vinyle | Édition vinyle | Édition vinyle | Édition vinyle |
| No             | Titre | Durée                                           |                |                |                |                |                |                |                |
| -------------- | --- | ----------------------------------------------- | -------------- | -------------- | -------------- | -------------- | -------------- | -------------- | -------------- |
| 1.             | Nervous, Sad, Poor... - The Dead Flag Blues (Intro) - Slow Moving Trains - The Cowboy... - Drugs in Tokyo - The Dead Flag Blues (Outro) - [segment sans titre]                                    | 20:43 - 6:09 - 3:23 - 4:16 - 3:29 - 1:52 - 1:36 |                |                |                |                |                |                |                |
| 2.             | Bleak, Uncertain, Beautiful... - Nothing's Alrite In Our Life... / The Dead Flag Blues (Reprise) - The Sad Mafioso... - Kicking Horse on Brokenhill - String Loop Manufactured During Downpour... | 17:36 - 2:03 - 5:33 - 5:36 - 4:26               |                |                |                |                |                |                |                |
| 38:22          | |                                                 |                |                |                |                |                |                |                |

| Édition CD | Édition CD | Édition CD                                      | Édition CD | Édition CD | Édition CD | Édition CD | Édition CD | Édition CD | Édition CD |
| No         | Titre | Durée                                           |            |            |            |            |            |            |            |
| ---------- | --- | ----------------------------------------------- | ---------- | ---------- | ---------- | ---------- | ---------- | ---------- | ---------- |
| 1.         | The Dead Flag Blues - The Dead Flag Blues (Intro) - Slow Moving Trains / The Cowboy... - The Dead Flag Blues (Outro)                                     | 16:27 - 6:37 - 7:50 - 2:00                      |            |            |            |            |            |            |            |
| 2.         | East Hastings (en) - Nothing's Alrite In Our Life... / The Dead Flag Blues (Reprise) - The Sad Mafioso... - Drugs in Tokyo / Black Helicopter            | 18:00 - 1:35 - 10:44 - 5:41                     |            |            |            |            |            |            |            |
| 3.         | Providence - Divorce & Fever... - Dead Metheny... - Kicking Horse on Brokenhill - String Loop Manufactured During Downpour... - [silence] - J.L.H. Outro | 29:02 - 2:45 - 8:07 - 5:53 - 4:37 - 3:30 - 4:02 |            |            |            |            |            |            |            |
| 63:29      | |                                                 |            |            |            |            |            |            |            |